# Äggula

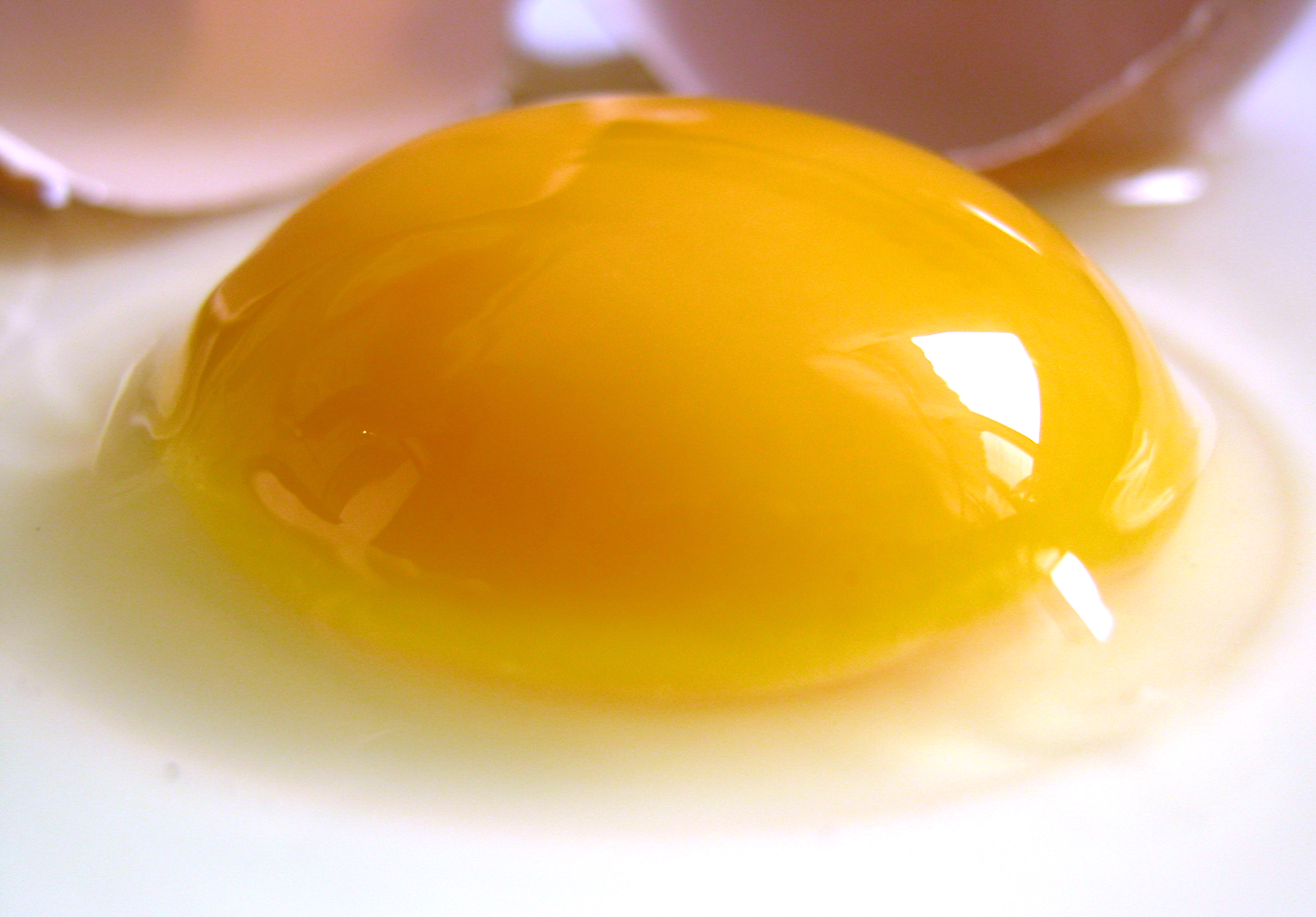
En rå äggula

Äggula är den gula delen av innehållet i ett ägg, mer näringsrik än äggvita. Det består till stora delar av kolesterol i form av fett.
Äggulans funktion är att förse fostret med näring fram till kläckningen.

## Äggula i matlagning
Äggulor används som emulgeringsmedel i bland annat majonnäs, samt när man gör krämiga pastarätter, till exempel spaghetti carbonara. Äggula är även en viktig ingrediens i glass.

## Äggula i dryck
Äggula används som smaktillsats i alkoholhaltiga drycker, exempelvis ägglikör samt äggtoddy.

## Äggula som bindemedel
Äggula används som bindemedel i målartekniken temperamåleri.